# أولاد صبور
قرية أولاد صبور هي إحدى القرى التابعة لمركز المطرية في محافظة الدقهلية في جمهورية مصر العربية. حسب إحصاءات سنة 2006، بلغ إجمالي السكان في أولاد صبور 744 نسمة، منهم 402 رجل و342 امرأة.